# Annalist
Annalist – polski zespół rockowy istniejący w latach 1992–2003. Wykonywał rock neoprogresywny.

## Muzycy
- Robert Srzednicki - śpiew, gitara
- Artur Szolc - perkusja
- Bartosz Gołembnik - instrumenty klawiszowe
- Krzysztof Wawrzak - gitara basowa

## Dyskografia
- Memories (1993, Digiton)[1]
- Artemis (1995, Ars Mundi)[2]
- Eon (1997, Słońce)[3]
- Trial (2001, Koch International, Apocalypse Productions)[4][5]